# Teatro dell'Elfo
Il Teatro dell'Elfo, oggi noto anche come Teatro Elfo Puccini, è un teatro italiano.

## Panoramica
È stato fondato a Milano nel 1972 da un gruppo di attori, tra cui Gabriele Salvatores, che ancora oggi costituiscono l'anima artistica della cooperativa: Ferdinando Bruni ed Elio De Capitani (registi della maggior parte delle produzioni della compagnia), Corinna Agustoni, Cristina Crippa, Thalia Istikopoulou, Ida Marinelli, Giovanni Visentin, Luca Toracca, e una giovane socia, Elena Russo Arman.
Agli esordi la compagnia, nella quale in alcune stagioni recitarono Claudio Bisio, Paolo Rossi e Silvio Orlando, usò come palcoscenici i centri sociali come il Leoncavallo, e altri locali della cultura alternativa sviluppatasi negli anni settanta.
Nel 1992 l'Elfo si è unito al Teatro Porta Romana, costituendo un nuovo teatro stabile privato, la cooperativa Teatridithalia, punto di riferimento per la cultura del capoluogo lombardo, capace di proporre stagioni tanto intense quanto coerenti e attente ai linguaggi e ai temi della contemporaneità.
Nel 2010 la sede della cooperativa si è trasferita nel rinnovato Teatro Puccini, in corso Buenos Aires, diventando "l'Elfo Puccini - Teatro d'arte contemporanea", dotato di tre sale moderne e tecnologicamente avanzate (rispettivamente denominate Shakespeare, Fassbinder e Bausch), e grandi spazi per gli spettatori, con foyer, caffetteria, guardaroba, archivio e mediateca.
Nel 2016 l'artista Mimmo Paladino ha disegnato il nuovo logo del Teatro.